# Jenzat
Jenzat ist ein zentralfranzösischer Ort und eine Gemeinde (commune) mit 521 Einwohnern (Stand: 1. Januar 2022) im Département Allier im Norden der Region Auvergne-Rhône-Alpes. Sie gehört zum Arrondissement Vichy und zum Kanton Gannat. 

## Lage
Jenzat liegt in der Landschaft des Bourbonnais etwa 20 Kilometer westnordwestlich von Vichy. Umgeben wird Jenzat von den Nachbargemeinden Charroux im Norden und Nordwesten, Saint-Germain-de-Salles im Norden und Nordosten, Le Mayet-d’École im Osten, Saulzet im Süden und Südosten, Mazerier im Süden sowie Saint-Bonnet-de-Rochefort im Westen. 

## Bevölkerungsentwicklung
| Jahr                       | 1962 | 1968 | 1975 | 1982 | 1990 | 1999 | 2006 | 2011 | 2016 | 2019 |
| Einwohner                  | 513  | 492  | 451  | 422  | 439  | 450  | 504  | 520  | 511  | 519  |
| Quellen: Cassini und INSEE |      |      |      |      |      |      |      |      |      |      |

## Sehenswürdigkeiten
Siehe auch: Liste der Monuments historiques in Jenzat
- Kirche Saint-Martin aus dem 15. Jahrhundert, Monument historique seit 1907/1923
- Pfarrhaus aus dem 15. Jahrhundert, seit 1972 Monument historique
- Schloss und Park Jenzat, Monument historique seit 1995

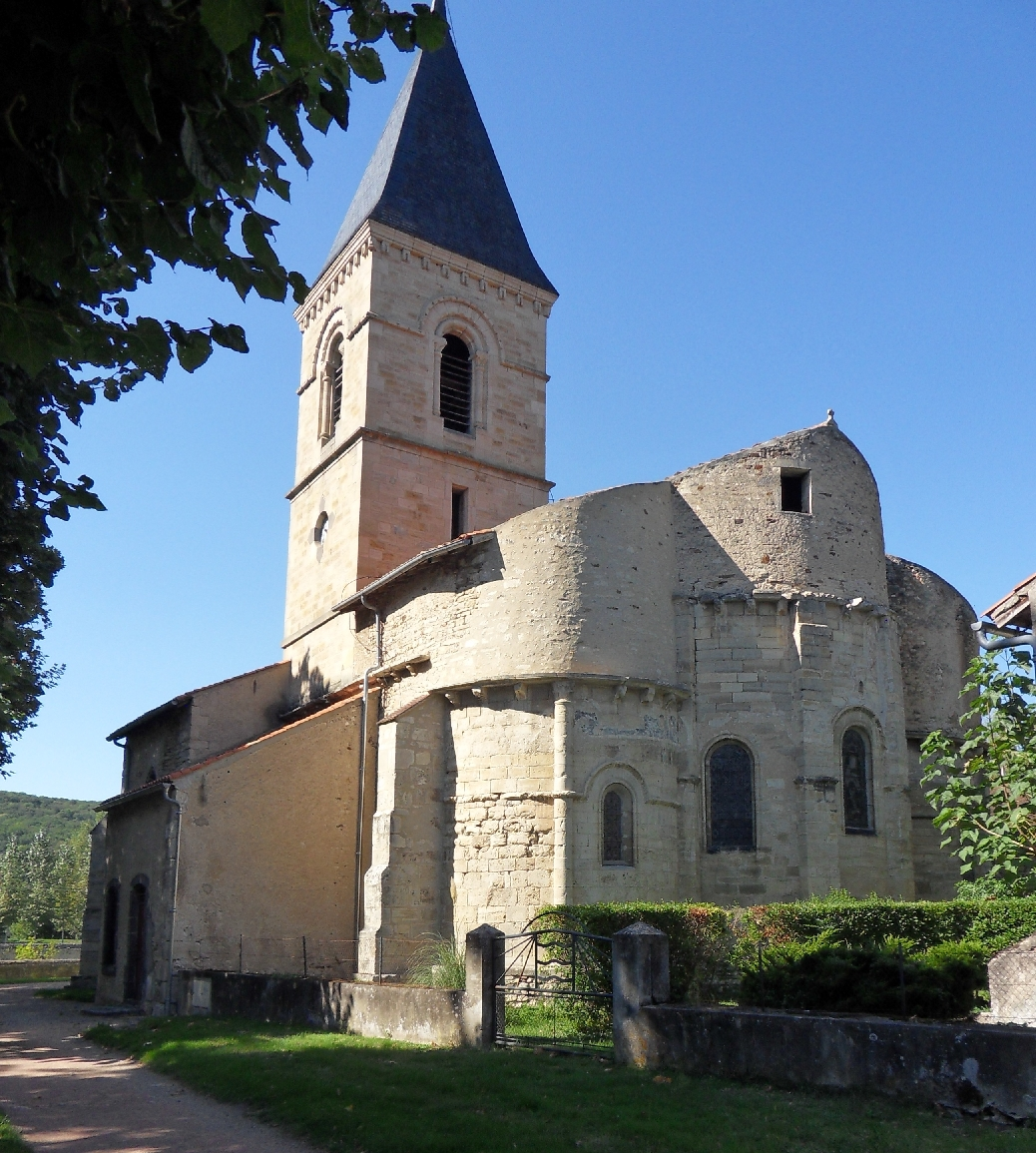
Kirche Saint-Martin
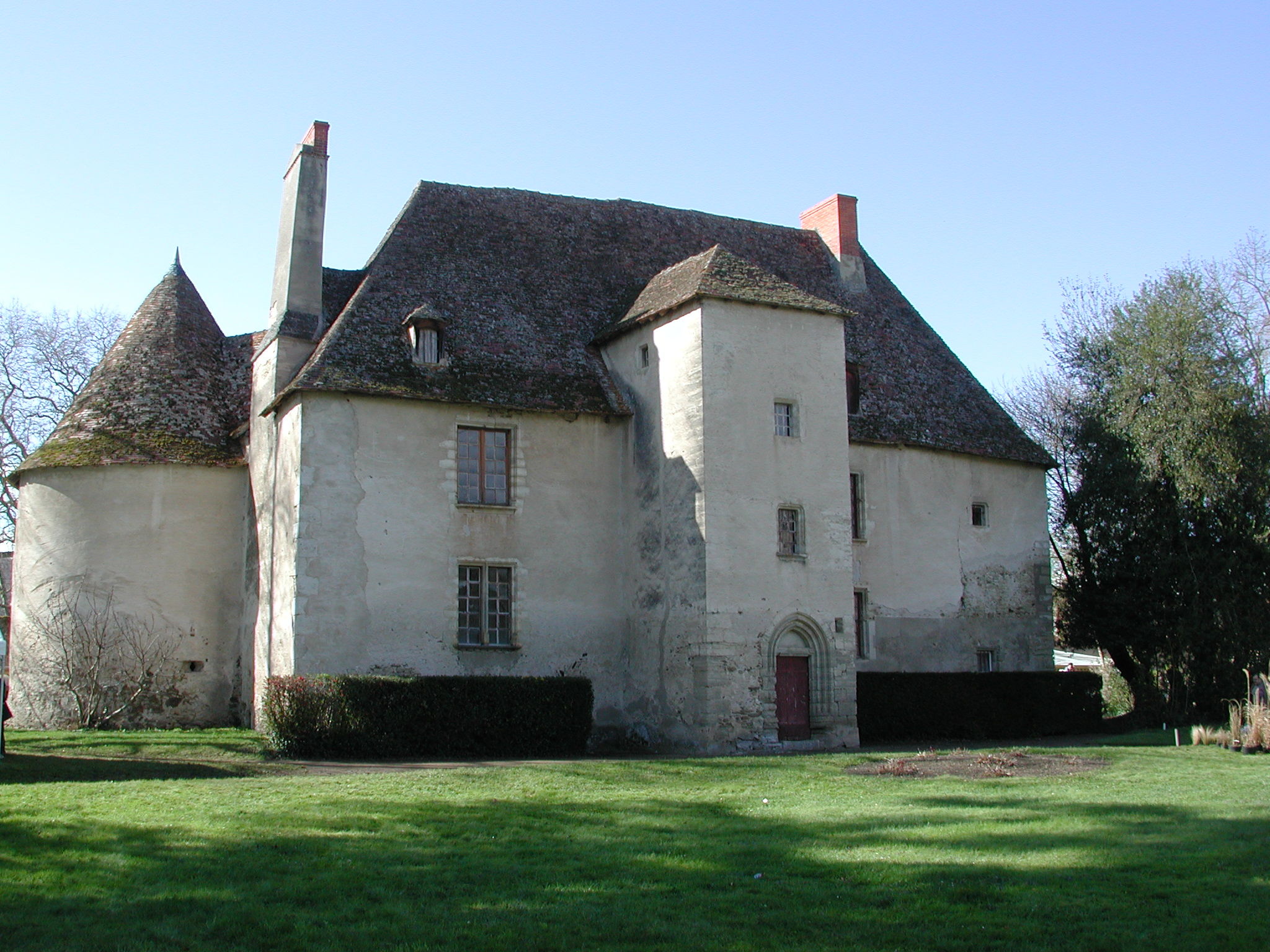
Schloss Jenzat